# Molophilus (Molophilus) penai
Molophilus (Molophilus) penai is een tweevleugelige uit de familie steltmuggen (Limoniidae). De soort komt voor in het Neotropisch gebied.